# Physiologie du mariage
Physiologie du mariage est un essai d’Honoré de Balzac, paru en 1829 sous le titre Physiologie du mariage ou méditations de philosophie éclectique, sur le bonheur et le malheur conjugal, publiées par un jeune célibataire, chez Levavasseur et Urbain Canel.
À la fois essai, méditation et récit, le texte oscille entre l’étude de mœurs et le traité analytique et fait partie d'un genre qui se développera, celui de la physiologie. C’est d’ailleurs dans ce dernier genre que la cinquième édition de l’ouvrage (Furne) classera l’œuvre en 1846 dans la section Études analytiques de La Comédie humaine. En dépit de son caractère osé pour l’époque et de sa structure peu conforme au roman balzacien, la Physiologie jette les fondations de La Comédie humaine.

## Thème
Le texte est partagé en plusieurs « volets » ou méditations. Les six premières méditations exposent l’état du mariage en France dans les classes supérieures riches et oisives, puis proposent une série de réformes en vue d’améliorer la condition conjugale de la femme et donc de l’empêcher de tromper son époux.
La méditation sur la lune de miel décrit la manière dont le mari est placé en position de défense, l’épouse menaçant déjà son bonheur conjugal.
La huitième méditation portant l’intertitre « Des premiers symptômes » indique les signes qui permettent à un mari de reconnaître les premiers signes de la femme adultère.
L’épilogue, après un historique du mariage en France, suggère des aménagements pour perfectionner l’institution matrimoniale.
La « Théorie du lit » donne au mari force conseils pour se réserver les faveurs de son épouse à lui tout seul. Dans « Les révolutions conjugales » et la dernière partie de l’ouvrage, l’auteur dépeint l’échec d’un mari qui perd son épouse en devenant cocu.
D’où « Les derniers symptômes » qui aboutissent à la constitution d’un ménage avec ses trois épouses uniquement.
Étonnamment clairvoyante, cette œuvre plaide en faveur des femmes à une époque où les lois du mariage ne leur étaient pas favorables. Balzac avait pu observer les méfaits d’un mariage malheureux chez son amie Laure de Berny, avec laquelle il avait commencé une liaison en 1822.

## Réception de l'œuvre
La publication du texte fit scandale, mais le tout-Paris le considéra comme un événement et le succès pour Balzac fut sans précédent, d’autant plus qu’on voulait savoir qui se cachait sous la signature anonyme du « jeune célibataire », qui devint aussitôt un auteur à la mode.

## Un cryptogramme ou une mystification?
La Méditation  XXV de Physiologie du mariage commence par un paragraphe intitulé « Des religions et de la confession, considérées dans leurs rapports avec le mariage », provocateur par son titre et constitué d'une suite de lettres incompréhensible ressemblant à un cryptogramme, qui n'a jamais pu être déchiffré. Cependant, ce paragraphe est considéré comme un mystification ou une farce de Balzac, dont le premier métier avait été l'imprimerie et qui aimait s'amuser avec les caractères typographiques. 